# 2024 YR4
2024 YR4 は、地球軌道を横断するアポロ群の地球近傍小惑星 (NEO) に分類されている小惑星である。2024年12月27日に小惑星地球衝突最終警報システム (ATLAS-CHL) による観測から発見され、直径は 60 ± 7 m と推定されている。2032年12月22日における地球への接近で 2024 YR4 が地球へ衝突する確率が 1% を超えると算出されたことで、天体の地球への衝突リスクとその被害の影響について評価した尺度であるトリノスケールにおいて2025年1月27日に「3」と評価されたが、現在では2032年の接近における地球への潜在的な衝突リスクは排除されており、トリノスケールによる評価は行われていない。一方で、この接近で 2024 YR4 が月に衝突する確率が 4.3% と計算されている。
2025年2月初旬時点でトリノスケールによる評価が行われた小惑星の中では、2024 YR4 は2004年に (99942) アポフィスがトリノスケール「4」と評価された事例に次いで観測史上2番目に高い衝突リスクが評価された小惑星であり、トリノスケール「2」以上の評価が行われた事例としては約19年ぶり、史上3例目となった。

## 発見と軌道
2024 YR4 は2024年12月27日にチリのコキンボ州で行われた小惑星地球衝突最終警報システム (ATLAS-CHL) による観測から発見された。この発見の前日にはアリゾナ大学によって行われているカタリナ・スカイサーベイによっても観測されていたことが判明している。発見同日に小惑星センターより発行された小惑星電子回報 (MPEC, Minor Planet Electronic Circular) にて現在の仮符号における名称が付与された。
太陽からの軌道長半径は約 2.52 au（約3億7600万 km）であるが、軌道離心率が約 0.66 に及ぶ歪んだ楕円軌道を公転しており、近日点では太陽から約 0.85 au（約1億2800万 km）と地球軌道の内側にまで接近し、遠日点では小惑星帯の外縁付近である太陽から約 4.18 au（約6億2600万 km）にまで遠ざかる軌道をほぼ4年の公転周期で公転している。地球軌道と交差する軌道となっているため、地球近傍小惑星 (NEO) におけるアポロ群に分類されており、公転周期がほぼ4年であることから、地球に対して約4年周期で接近を繰り返している。地球軌道に対する最小交差距離 (MOID) は月までの距離よりやや遠い程度の 0.00283 au（約 423,000 km）しかない。一方で絶対等級 (H) が22等級よりも明るいという条件に該当しないため、後述の通り地球の近くに接近する可能性のある小惑星ではあるが、潜在的に危険な小惑星 (PHA) には分類されていない。ヤルコフスキー効果と後述の 2024 YR4 の自転の逆行により、時間の経過とともに 2024 YR4 の軌道は徐々に太陽へ近づくようになっていったと考えられ、これは 2024 YR4 が現在の軌道よりもさらに外側、特にS型小惑星やC型小惑星が共に多く分布する小惑星帯の中間付近が起源となっている可能性を示している。
マドリード・コンプルテンセ大学の天文学者である Carlos de la Fuente Marcos と Raúl de la Fuente Marcos は、他のアポロ群に分類される地球近傍小惑星の中でも 2024 YR4 と特によく似た軌道を持つ 2017 UW5 、2018 GG4 、2019 SC 、2020 DM3 、2020 MQ61 は 2024 YR4 と関連がある可能性を指摘しており、また、2015年1月9日の日中にブラジル・サンパウロ近郊の広い範囲で観測された火球となった天体と 2024 YR4 の軌道の特性が 5% 程度の確率で一致すると推定した。

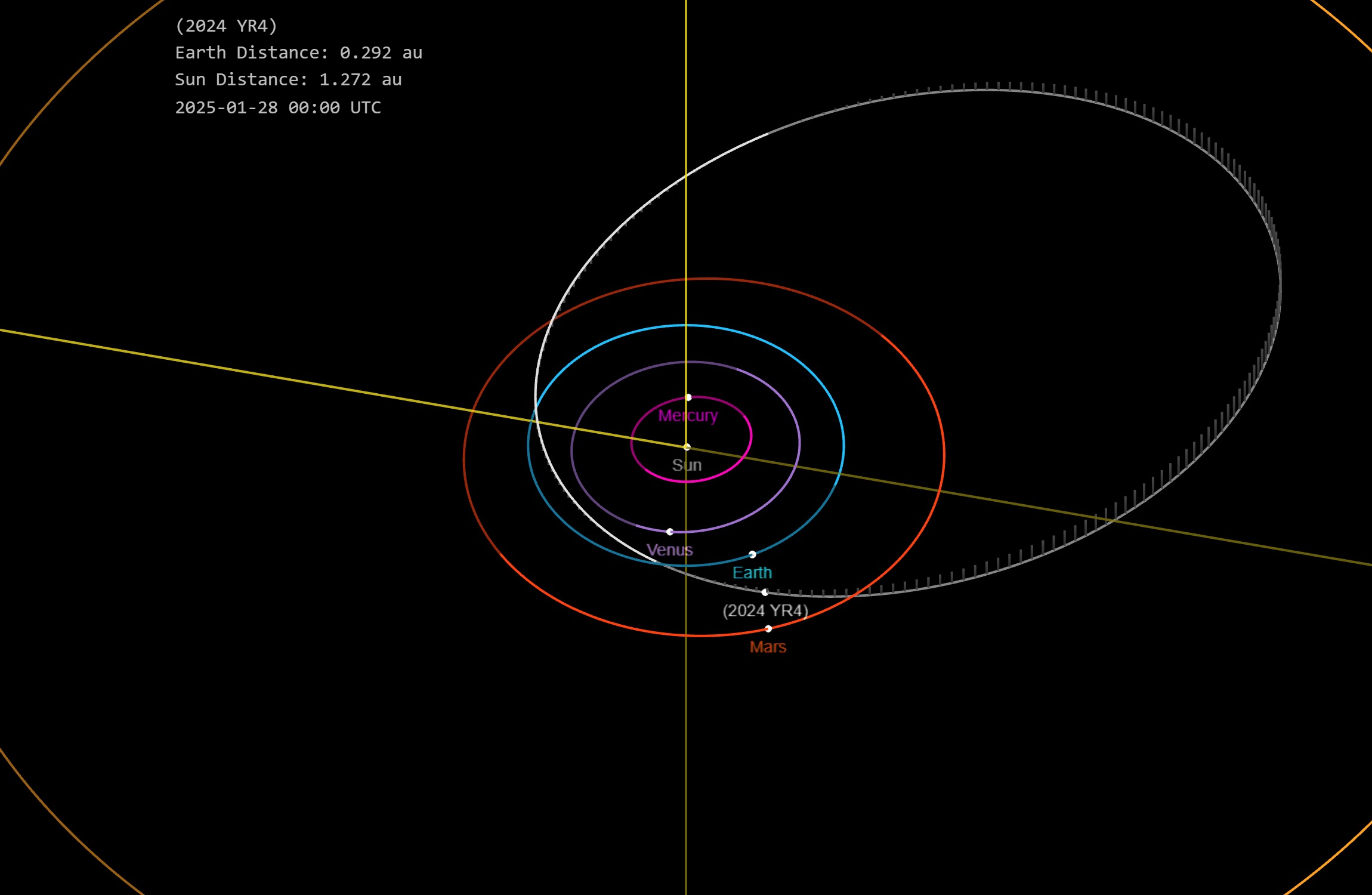
2024 YR4の軌道を示した図（白線）
2028年10月1日から2036年12月31日までの 2024 YR4 の軌跡を示したアニメーション 2024 YR4 ·       太陽 ·       水星 ·       金星 ·       地球 ·       火星
2032年12月22日の地球と月への接近における 2024 YR4 の軌跡を示したアニメーション （2025年2月末の計算結果に基づく） 2024 YR4 ·       地球（位置固定） ·       月

## 物理的特徴

### 大きさと衝突エネルギー

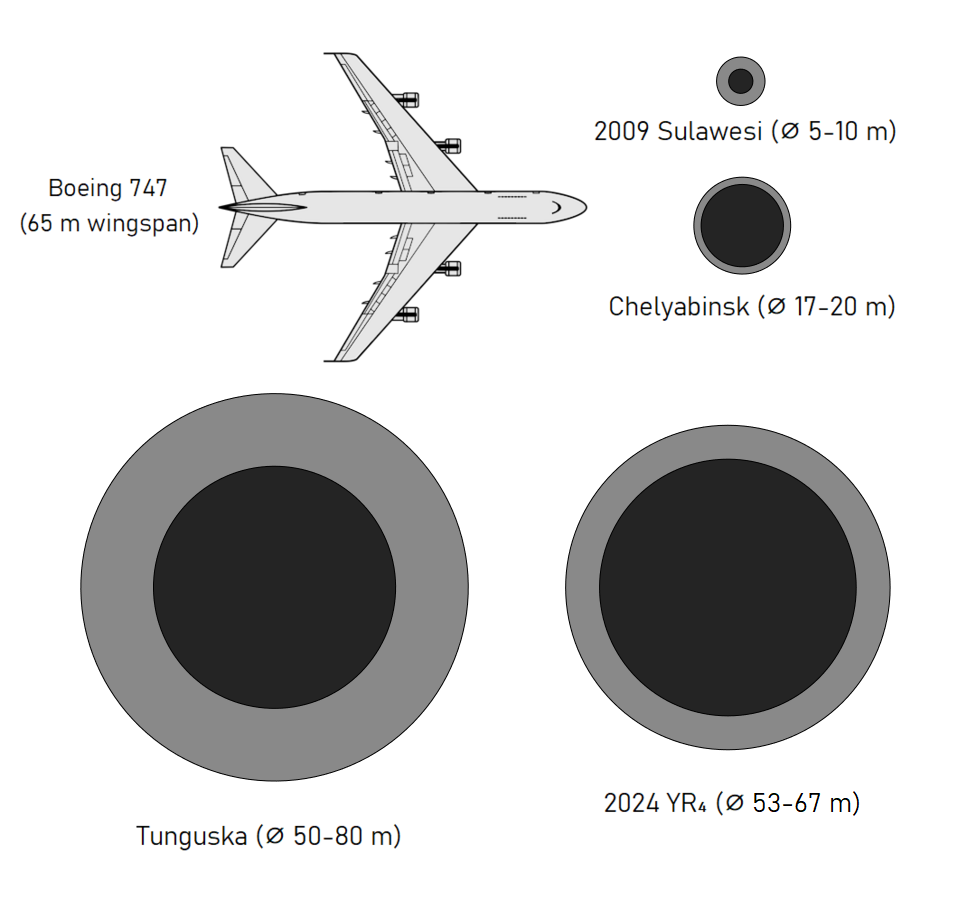
地球へ隕石として落下した有名な小惑星と推定される の大きさを比較した図。比較としてボーイング747の大きさも示されている。

直接的な測定が行われるまでは、2024 YR4 の直径は絶対等級 (H) と幾何アルベド（光の反射率）の妥当な範囲の値を用いる推定値によって算出されていた。欧州宇宙機関 (ESA) は 2024 YR4 が可視光線の 5％ から 25％ を反射すると仮定して、その直径を 40 - 90 m と推定している。一方でアメリカ航空宇宙局 (NASA) は可視光線の 15.4% を反射すると仮定して直径を 55 m と推定している。これらの推定に基づいて、2024 YR4 は1908年のツングースカ大爆発を引き起こした小惑星、または約5万年前にアメリカ・アリゾナ州のバリンジャー・クレーター（メテオクレーター）を形成した小惑星とほぼ同じ大きさを持つことになると考えられた。このような規模の小惑星の地球への衝突は数千年に一度の頻度で発生しているとされる。2025年3月26日にジェイムズ・ウェッブ宇宙望遠鏡 (JWST) による中間赤外線熱放射の観測により、初めて 2024 YR4 の直接的な直径の測定が行われ、その結果によると 2024 YR4 の直径は 60 ± 7 m であると推定されている。
質量と密度も直接測定されてはいないが、仮定した密度から質量を推定できる。NASA は密度を 2.6 g/cm3 と仮定しており、これに基づいて質量を 2.2×108 kg と推定している。NASA が推定したこれらの 2024 YR4 の直径、質量、密度を用いると、想定される進入速度である 17.20 km/s で地球に衝突した場合、TNT換算で約 7.9 Mt（約 32.6 PJ）のエネルギーを放出することになる。これは全世界に影響を及ぼす程の規模ではないが、2013年にロシアのチェリャビンスク州に落下した隕石（2013年チェリャビンスク州の隕石落下）の約14倍の威力であり、大気圏へ突入して空中爆発を起こしたり、地表まで到達して衝突クレーターを形成するのには十分なエネルギーであり、局地的に破滅的な被害を引き起こす可能性がある。直径が推定される最大値に近い 100 m である場合、放出されるエネルギーは 50 Mt（約 206 PJ）となる。

### 組成と自転周期
カナリア大望遠鏡とローウェル・ディスカバリー望遠鏡による予備的な分光解析の結果によると、2024 YR4 は小惑星のスペクトル分類においてS型小惑星、L型小惑星、K型小惑星のいずれかに分類されるとされ、特にS型小惑星の可能性が高いとされているが、いずれにせよ全体的な組成としては石質であることが示唆されている。2025年2月に行われたジェミニ天文台のジェミニ南望遠鏡による分光観測では、Sa型小惑星かR型小惑星のいずれかであることが示されている。
超大型望遠鏡VLTとラ・シヤ天文台にある口径 1.54 m の望遠鏡による測光観測からは 2024 YR4 の自転周期は約19分半であると求められている。見かけの明るさが自転に応じて0.42等級変化する様子が観測されており、これは 2024 YR4 が細長い形状となっていることを示している。最も幅が短い短径に対する最も幅が長い長径の比は 1.4 を超えると見積もられている。自転速度はかなり速いが、一枚岩のような性質ではないラブルパイル天体である可能性はあるとされる。ジェミニ南望遠鏡による 2024 YR4 の自転による光度曲線の様々な位相角での測定に基づくと、2024 YR4 の自転方向は逆行しており、極直径の約3倍の赤道直径を持つ非常に平坦な形状をしていることが示されている。

## 2032年の地球への接近

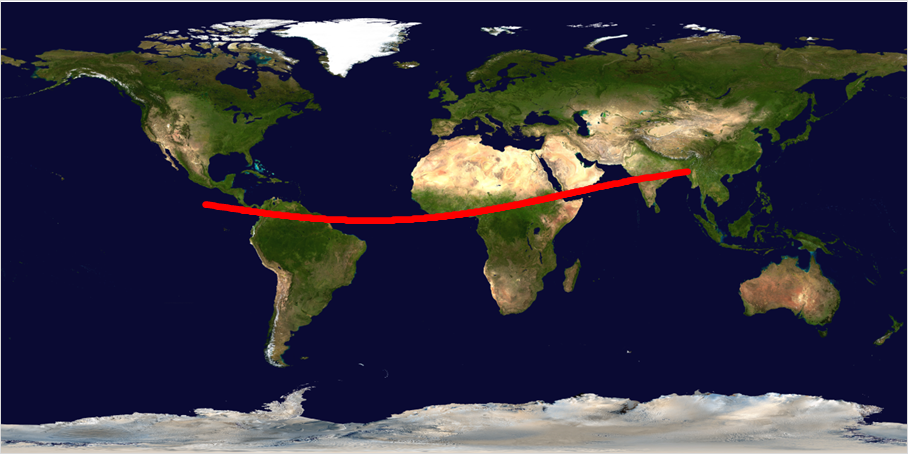
2025年1月27日時点のデータに基づいて算出された、2032年の地球への接近において潜在的に が落下する可能性があると予測された地域（赤）を示した地図

観測から正確な軌道が求まるにつれて、2032年12月22日の地球への接近時に が地球に対してどの領域を通過するかの不確実性の幅が狭まっていき、最終的に地球がその範囲に含まれなくなることで衝突確率が急激に減少する様子を示したアニメーション。順に2025年1月27日（衝突確率1.2%）、31日（1.6%）、2月5日（1.8%）、10日（2.1%）、18日（3.1%）、19日（1.5%）、20日（約0.3%）、23日（約0.004%）の観測結果に基づいて計算されている。

NASA のジェット推進研究所 (JPL) の計算によると、2024 YR4 は2032年12月22日（不確実性は約1時間半）に地球の近くへ接近すると計算されており、この時の名目上 (Nominal) 最接近距離は約 260,000 km で、不確実性（3σ）は約 83,000 km となっている。2025年1月27日、2024 YR4 の直径が比較的大きく、かつこの接近における地球への衝突確率が 1% を超えると計算されたことから、ジェット推進研究所内に設置されている地球近傍天体研究センター (CNEOS) はこの接近における 2024 YR4 の地球への衝突リスクを評価するトリノスケールの段階を「3」に引き上げた。これは天文学者らによる細心の注意が求められる段階であると評されている。1999年に導入されたトリノスケールによる評価が行われた小惑星の中では2004年に一時的に2029年の地球への接近においてトリノスケールで「4」と評価されていた (99942) アポフィス に次いで観測史上2番目に高い評価であり、「2」以上の評価を受けた天体としては2006年にトリノスケール「2」と評価された (144898) 2004 VD17 以来約19年ぶり、史上3例目となる。また、(99942) アポフィスはトリノスケール「3」の評価を受けたことはないので、2024 YR4 は史上初めてトリノスケールで「3」と評価された天体となる。この接近において 2024 YR4 が衝突する可能性がある地域は、太平洋の中央アメリカ沖から南アメリカ大陸北部、大西洋中部、アフリカ大陸中部、そしてインド周辺までの帯状の地域となっている。
2月6日に算出された軌道解で、CNEOS は 2024 YR4 の2032年の地球への接近における衝突確率が 2.3% に達したと発表した。その約2週間後の2月18日に算出された軌道解において、2024 YR4 の衝突確率が 3.1%、パレルモスケールが -0.18（Background Hazard Level の約 66.1% の衝突危険度）になったことが発表された。これは2004年に算出された (99942) アポフィスの最高衝突確率である 2.7% を上回っており、2024 YR4 はトリノスケールで「1」以上と評価された事例の中では、地球への過去最高の衝突確率が算出された小惑星となった。
しかし、その翌日の2月19日に算出された軌道解では衝突確率は 1.5% にまで引き下げられ、続けて2月20日に算出された軌道解で衝突確率は 0.27% まで低下し、2024 YR4 の想定される直径においてトリノスケール「3」に分類される衝突確率の基準である 1% を下回ったことで、CNEOS はトリノスケールを「1」に引き下げた。そして約60日間の観測弧における418回の観測データの解析に基づいて2月23日に算出された軌道解において、不確実性が最接近時の地球からの名目上の距離よりも小さくなったことで地球への衝突確率は大幅に減少し、CNEOS や ESA などはこの接近における 2024 YR4 のトリノスケールを最も低い「0」に引き下げ、NASA は 2024 YR4 の2032年の地球への接近は大きな脅威を与えるものではなくなったと発表した。現在では、2024 YR4 は CNEOS による2032年の接近時での地球への衝突リスクの評価は行われていない。欧州宇宙機関 (ESA) の地球近傍天体調整センター (NEOCC) も 2024 YR4 を地球に衝突する可能性がゼロではない小惑星がまとめられている「リスクリスト (Risk List)」に掲載していたが、この接近における地球への衝突リスク評価は2025年3月8日に終了している。Near Earth Objects Dynamic Site (NEODyS) でもこの接近における 2024 YR4 の地球への潜在的な衝突可能性を同年3月1日に排除しており、リスク評価の対象から除外した。
観測結果が不十分なことにより当初は将来的な軌道予想の不確実性は広いことが多く、観測を重ねるごとに軌道が詳細に求められるようになることで不確実性の範囲は狭まっていくが、その中に地球がまだ存在している場合は、地球の大きさは変わらないので相対的に衝突確率が上昇していくことが知られている。そのため、最終的にはその不確実性の範囲内から地球が外れることで地球へ衝突しない軌道であることが判明し、一時的にトリノスケールによる評価が行われた小惑星のほとんどは地球への衝突確率はほぼゼロと見做されている。このことから、2024 YR4 においても同様に最終的な地球への落下の可能性は非常に低いものになると予想されていた。
| \| 軌道解 \| 観測弧[注 5] （括弧内は軌道計算に 用いられた観測回数） \| JPL Horizonsによる 名目上の最接近距離 （地心距離） \| 名目上の最接近距離の不確実性 (3σ) \| 衝突確率 （CNEOSによる） \| トリノスケール （CNEOSによる） \| パレルモスケール （CNEOSによる） \| \| --------------------------------------------------------------------------------------- \| ------------------------------------------------------ \| -------------------------------------------------- \| --------------------------------- \| ------------------------------- \| ------------------------------ \| -------------------------------- \| \| 2024年12月30日算出 \| 2日（53回） \| \| \| 1040分の1（0.096%） \| 1 \| -1.73 \| \| 2024年12月31日算出 \| 3日（71回） \| \| \| 920分の1（0.11%） \| 1 \| -1.66 \| \| 2025年1月1日算出 \| 4日（87回） \| \| \| 870分の1（0.11%） \| 1 \| -1.64 \| \| 2025年1月2日算出 \| 6日（109回） \| \| \| 842分の1（0.12%） \| 1 \| -1.63 \| \| 2025年1月3日算出 \| 7日（120回） \| \| \| 760分の1（0.13%） \| 1 \| -1.61 \| \| JPL #14 2025年1月6日算出 \| 8日（145回） \| 0.01706 au （約 2,552,000 km） \| ± 9,620,000 km \| 730分の1（0.14%） \| 1 \| \| \| JPL #15 2025年1月6日算出 \| 11日（158回） \| 0.01537 au （約 2,299,000 km） \| ± 9,550,000 km \| 710分の1（0.14%） \| 1 \| -1.53 \| \| 2025年1月11日算出 \| 14日（170回） \| \| \| 630分の1（0.16%） \| 1 \| -1.53 \| \| JPL #27 2025年1月20日算出 \| 26日（198回） \| \| \| 320分の1（0.31%） \| 1 \| \| \| JPL #30 2025年1月22日算出 \| 28日（213回） \| 0.00068 au （約 102,000 km） \| ± 3,370,000 km \| 190分の1（0.52%） \| 1 \| -0.93 \| \| JPL #32 2025年1月23日算出 \| 29日（219回） \| 0.00171 au （約 256,000 km） \| ± 2,280,000 km \| 110分の1（0.91%） \| 1 \| -0.69 \| \| JPL #34 2025年1月24日算出 \| 30日（227回） \| 0.00113 au （約 169,000 km） \| ± 1,960,000 km \| 110分の1（0.91%） \| 1 \| -0.69 \| \| JPL #35 2025年1月27日算出 \| 33日（238回） \| 0.00004564 au （約 6,829 km）[注 6] \| ± 1,605,000 km \| 83分の1（1.2%） \| 3 \| -0.57 \| \| JPL #36 2025年1月28日算出 \| 34日（245回） \| 0.00071 au （約 106,000 km） \| ± 1,550,000 km \| 83分の1（1.2%）[12] \| 3 \| -0.56 \| \| JPL #37 2025年1月29日算出 \| 35日（257回） \| 0.00085 au （約 127,000 km） \| ± 1,408,000 km \| 77分の1（1.3%）[41] \| 3 \| -0.53 \| \| JPL #38 2025年1月30日算出 \| 36日（261回） \| 0.00087 au （約 130,000 km） \| ± 1,419,000 km \| 77分の1（1.3%）[42] \| 3 \| -0.53 \| \| JPL #40 2025年1月31日算出 \| 37日（276回） \| 0.00046 au （約 69,000 km） \| ± 1,198,000 km \| 63分の1（1.6%）[43] \| 3 \| -0.47 \| \| JPL #41 2025年2月1日算出 \| 38日（284回） \| 0.00037 au （約 55,000 km） \| ± 1,119,000 km \| 59分の1（1.7%） [44] \| 3 \| -0.43 \| \| JPL #42 2025年2月2日算出 \| 39日（289回） \| 0.00185 au （約 277,000 km） \| ± 1,049,000 km \| 71分の1（1.4%）[45] \| 3 \| -0.52 \| \| JPL #43 2025年2月3日算出 \| 40日（292回） \| 0.00165 au （約 247,000 km） \| ± 998,000 km \| 67分の1（1.5%） [46] \| 3 \| -0.49 \| \| JPL #44 2025年2月4日算出 \| 41日（294回） \| 0.00151 au （約 225,000 km） \| ± 981,000 km \| 63分の1（1.6%） [47] \| 3 \| -0.46 \| \| JPL #45 2025年2月5日算出 \| 42日（307回） \| 0.00116 au （約 173,000 km） \| ± 892,000 km \| 53分の1（1.9%）[48] \| 3 \| -0.40 \| \| JPL #46 2025年2月6日算出 \| 43日（315回） \| 0.00059 au （約 88,000 km） \| ± 819,000 km \| 43分の1（2.3%）[25] \| 3 \| -0.31 \| \| JPL #47 2025年2月7日算出 \| 43日（325回） \| 0.00080 au （約 120,000 km） \| ± 792,000 km \| 45分の1（2.2%）[49] \| 3 \| -0.32 \| \| JPL #48 2025年2月8日算出 \| 44日（336回） \| 0.00061 au （約 92,000 km） \| ± 764,000 km \| 42分の1（2.4%）[50] \| 3 \| -0.29 \| \| JPL #49 2025年2月9日算出 \| 45日（343回） \| 0.00105 au （約 156,000 km） \| ± 739,000 km \| 45分の1（2.2%）[51] \| 3 \| -0.34 \| \| JPL #50 2025年2月10日算出 \| 45日（347回）[注 7] \| 0.00112 au （約 167,000 km） \| ± 712,000 km \| 48分の1（2.1%）[53] \| 3 \| -0.34 \| \| JPL #51 2025年2月12日算出 \| 45日（348回）[注 7] \| 0.00114 au （約 170,000 km） \| ± 712,000 km \| 48分の1（2.1%）[54] \| 3 \| -0.35 \| \| JPL #53 2025年2月13日算出 \| 45日（346回）[注 7] \| 0.00112 au （約 167,000 km） \| ± 712,000 km \| 48分の1（2.1%）[55] \| 3 \| -0.34 \| \| JPL #54 2025年2月14日算出 \| 45日（354回）[注 7] \| 0.00105 au （約 157,000 km） \| ± 707,000 km \| 45分の1（2.2%）[56] \| 3 \| -0.33 \| \| JPL #55 2025年2月15日算出 \| 45日（363回）[注 7] \| 0.00105 au （約 157,000 km） \| ± 707,000 km \| 45分の1（2.2%）[57] \| 3 \| -0.33 \| \| JPL #56 2025年2月17日算出 \| 54日（368回） \| 0.00099 au （約 148,000 km） \| ± 481,000 km \| 38分の1（2.6%）[58] \| 3 \| -0.25 \| \| JPL #57 2025年2月18日算出 \| 55日（370回） \| 0.00082 au （約 123,000 km） \| ± 458,000 km \| 32分の1（3.1%）[28] \| 3 \| -0.18 \| \| JPL #59 2025年2月19日算出 \| 56日（376回） \| 0.00133 au （約 199,000 km） \| ± 379,000 km \| 67分の1（1.5%）[33] \| 3 \| -0.51 \| \| JPL #60 2025年2月20日算出 \| 57日（391回） \| 0.00161 au （約 241,000 km） \| ± 291,000 km \| 370分の1（0.27%）[34] \| 1 \| -1.23 \| \| JPL #61 2025年2月21日算出 \| 58日（392回） \| 0.00153 au （約 229,000 km） \| ± 287,000 km \| 280分の1（0.36%）[59] \| 1 \| -1.11 \| \| JPL #62 2025年2月22日算出 \| 59日（404回） \| 0.00147 au （約 220,000 km） \| ± 275,000 km \| 280分の1（0.36%）[60] \| 1 \| -1.11 \| \| JPL #63 2025年2月23日算出 \| 60日（418回） \| 0.00179 au （約 268,000 km） \| ± 207,000 km \| 26,000分の1（0.0039%）[36] \| 0 \| -3.08 \| \| JPL #64 2025年2月24日算出 \| 61日（424回） \| 0.00182 au （約 272,000 km） \| ± 199,000 km \| 59,000分の1（0.0017%）[61] \| 0 \| -3.45 \| \| JPL #66 2025年2月26日算出 \| 63日（428回） \| 0.00180 au （約 270,000 km） \| ± 193,000 km \| 91,000分の1（0.0011%）[62] \| 0 \| -3.61 \| \| JPL #68 2025年2月28日算出 \| 65日（441回） \| 0.00183 au （約275,000 km） \| ± 192,000 km \| 130,000分の1（0.00076%）[63] \| 0 \| -3.78 \| \| JPL #69 2025年3月1日算出 \| 66日（442回） \| 0.00182 au （約273,000 km） \| ± 191,000 km \| 120,000分の1（0.00082%）[64] \| 0 \| -3.75 \| \| JPL #70 2025年3月7日算出 \| 71日（444回） \| 0.00180 au （約270,000 km） \| ± 176,000 km \| 500,000分の1（0.00020%）[65] \| 0 \| -4.36 \| \| JPL #71 2025年3月8日算出 \| 71日（452回） \| 0.00177 au （約264,000 km） \| ± 167,000 km \| 910,000分の1（0.00011%）[66] \| 0 \| -4.61 \| \| JPL #72 2025年3月11日算出 \| 71日（453回） \| 0.00174 au （約260,000 km） \| ± 159,000 km \| 1,800,000分の1（0.000055%）[67] \| 0 \| -4.93 \| \| JPL #74 2025年3月18日算出 \| 71日（460回） \| 0.00175 au （約262,000 km） \| ± 154,000 km \| 5,300,000分の1（0.000019%）[7] \| 0 \| -5.38 \| \| 2025年4月2日 (UTC)、CNEOS はこの接近における 2024 YR4 の地球への衝突リスク評価を終了[8] \| \| \| \| \| \| \| \| JPL #76 2025年4月2日算出 \| 91日（473回） \| 0.00174 au （約260,000 km） \| ± 82,600 km \| 評価終了 \| 評価終了 \| 評価終了 \| \| JPL #78 2025年6月3日算出 \| 137日（477回） \| 0.00178 au （約 267,000 km） \| ± 69,100 km \| 評価終了 \| 評価終了 \| 評価終了 \| |                                                  |                                                    |                                   |                             |                                |                                  |
| 軌道解 | 観測弧 （括弧内は軌道計算に 用いられた観測回数） | JPL Horizonsによる 名目上の最接近距離 （地心距離） | 名目上の最接近距離の不確実性 (3σ) | 衝突確率 （CNEOSによる）    | トリノスケール （CNEOSによる） | パレルモスケール （CNEOSによる） |
| 2024年12月30日算出 | 2日（53回）                                      |                                                    |                                   | 1040分の1（0.096%）         | 1                              | -1.73                            |
| 2024年12月31日算出 | 3日（71回）                                      |                                                    |                                   | 920分の1（0.11%）           | 1                              | -1.66                            |
| 2025年1月1日算出 | 4日（87回）                                      |                                                    |                                   | 870分の1（0.11%）           | 1                              | -1.64                            |
| 2025年1月2日算出 | 6日（109回）                                     |                                                    |                                   | 842分の1（0.12%）           | 1                              | -1.63                            |
| 2025年1月3日算出 | 7日（120回）                                     |                                                    |                                   | 760分の1（0.13%）           | 1                              | -1.61                            |
| JPL #14 2025年1月6日算出 | 8日（145回）                                     | 0.01706 au （約 2,552,000 km）                     | ± 9,620,000 km                    | 730分の1（0.14%）           | 1                              |                                  |
| JPL #15 2025年1月6日算出 | 11日（158回）                                    | 0.01537 au （約 2,299,000 km）                     | ± 9,550,000 km                    | 710分の1（0.14%）           | 1                              | -1.53                            |
| 2025年1月11日算出 | 14日（170回）                                    |                                                    |                                   | 630分の1（0.16%）           | 1                              | -1.53                            |
| JPL #27 2025年1月20日算出 | 26日（198回）                                    |                                                    |                                   | 320分の1（0.31%）           | 1                              |                                  |
| JPL #30 2025年1月22日算出 | 28日（213回）                                    | 0.00068 au （約 102,000 km）                       | ± 3,370,000 km                    | 190分の1（0.52%）           | 1                              | -0.93                            |
| JPL #32 2025年1月23日算出 | 29日（219回）                                    | 0.00171 au （約 256,000 km）                       | ± 2,280,000 km                    | 110分の1（0.91%）           | 1                              | -0.69                            |
| JPL #34 2025年1月24日算出 | 30日（227回）                                    | 0.00113 au （約 169,000 km）                       | ± 1,960,000 km                    | 110分の1（0.91%）           | 1                              | -0.69                            |
| JPL #35 2025年1月27日算出 | 33日（238回）                                    | 0.00004564 au （約 6,829 km）                      | ± 1,605,000 km                    | 83分の1（1.2%）             | 3                              | -0.57                            |
| JPL #36 2025年1月28日算出 | 34日（245回）                                    | 0.00071 au （約 106,000 km）                       | ± 1,550,000 km                    | 83分の1（1.2%）             | 3                              | -0.56                            |
| JPL #37 2025年1月29日算出 | 35日（257回）                                    | 0.00085 au （約 127,000 km）                       | ± 1,408,000 km                    | 77分の1（1.3%）             | 3                              | -0.53                            |
| JPL #38 2025年1月30日算出 | 36日（261回）                                    | 0.00087 au （約 130,000 km）                       | ± 1,419,000 km                    | 77分の1（1.3%）             | 3                              | -0.53                            |
| JPL #40 2025年1月31日算出 | 37日（276回）                                    | 0.00046 au （約 69,000 km）                        | ± 1,198,000 km                    | 63分の1（1.6%）             | 3                              | -0.47                            |
| JPL #41 2025年2月1日算出 | 38日（284回）                                    | 0.00037 au （約 55,000 km）                        | ± 1,119,000 km                    | 59分の1（1.7%）             | 3                              | -0.43                            |
| JPL #42 2025年2月2日算出 | 39日（289回）                                    | 0.00185 au （約 277,000 km）                       | ± 1,049,000 km                    | 71分の1（1.4%）             | 3                              | -0.52                            |
| JPL #43 2025年2月3日算出 | 40日（292回）                                    | 0.00165 au （約 247,000 km）                       | ± 998,000 km                      | 67分の1（1.5%）             | 3                              | -0.49                            |
| JPL #44 2025年2月4日算出 | 41日（294回）                                    | 0.00151 au （約 225,000 km）                       | ± 981,000 km                      | 63分の1（1.6%）             | 3                              | -0.46                            |
| JPL #45 2025年2月5日算出 | 42日（307回）                                    | 0.00116 au （約 173,000 km）                       | ± 892,000 km                      | 53分の1（1.9%）             | 3                              | -0.40                            |
| JPL #46 2025年2月6日算出 | 43日（315回）                                    | 0.00059 au （約 88,000 km）                        | ± 819,000 km                      | 43分の1（2.3%）             | 3                              | -0.31                            |
| JPL #47 2025年2月7日算出 | 43日（325回）                                    | 0.00080 au （約 120,000 km）                       | ± 792,000 km                      | 45分の1（2.2%）             | 3                              | -0.32                            |
| JPL #48 2025年2月8日算出 | 44日（336回）                                    | 0.00061 au （約 92,000 km）                        | ± 764,000 km                      | 42分の1（2.4%）             | 3                              | -0.29                            |
| JPL #49 2025年2月9日算出 | 45日（343回）                                    | 0.00105 au （約 156,000 km）                       | ± 739,000 km                      | 45分の1（2.2%）             | 3                              | -0.34                            |
| JPL #50 2025年2月10日算出 | 45日（347回）                                    | 0.00112 au （約 167,000 km）                       | ± 712,000 km                      | 48分の1（2.1%）             | 3                              | -0.34                            |
| JPL #51 2025年2月12日算出 | 45日（348回）                                    | 0.00114 au （約 170,000 km）                       | ± 712,000 km                      | 48分の1（2.1%）             | 3                              | -0.35                            |
| JPL #53 2025年2月13日算出 | 45日（346回）                                    | 0.00112 au （約 167,000 km）                       | ± 712,000 km                      | 48分の1（2.1%）             | 3                              | -0.34                            |
| JPL #54 2025年2月14日算出 | 45日（354回）                                    | 0.00105 au （約 157,000 km）                       | ± 707,000 km                      | 45分の1（2.2%）             | 3                              | -0.33                            |
| JPL #55 2025年2月15日算出 | 45日（363回）                                    | 0.00105 au （約 157,000 km）                       | ± 707,000 km                      | 45分の1（2.2%）             | 3                              | -0.33                            |
| JPL #56 2025年2月17日算出 | 54日（368回）                                    | 0.00099 au （約 148,000 km）                       | ± 481,000 km                      | 38分の1（2.6%）             | 3                              | -0.25                            |
| JPL #57 2025年2月18日算出 | 55日（370回）                                    | 0.00082 au （約 123,000 km）                       | ± 458,000 km                      | 32分の1（3.1%）             | 3                              | -0.18                            |
| JPL #59 2025年2月19日算出 | 56日（376回）                                    | 0.00133 au （約 199,000 km）                       | ± 379,000 km                      | 67分の1（1.5%）             | 3                              | -0.51                            |
| JPL #60 2025年2月20日算出 | 57日（391回）                                    | 0.00161 au （約 241,000 km）                       | ± 291,000 km                      | 370分の1（0.27%）           | 1                              | -1.23                            |
| JPL #61 2025年2月21日算出 | 58日（392回）                                    | 0.00153 au （約 229,000 km）                       | ± 287,000 km                      | 280分の1（0.36%）           | 1                              | -1.11                            |
| JPL #62 2025年2月22日算出 | 59日（404回）                                    | 0.00147 au （約 220,000 km）                       | ± 275,000 km                      | 280分の1（0.36%）           | 1                              | -1.11                            |
| JPL #63 2025年2月23日算出 | 60日（418回）                                    | 0.00179 au （約 268,000 km）                       | ± 207,000 km                      | 26,000分の1（0.0039%）      | 0                              | -3.08                            |
| JPL #64 2025年2月24日算出 | 61日（424回）                                    | 0.00182 au （約 272,000 km）                       | ± 199,000 km                      | 59,000分の1（0.0017%）      | 0                              | -3.45                            |
| JPL #66 2025年2月26日算出 | 63日（428回）                                    | 0.00180 au （約 270,000 km）                       | ± 193,000 km                      | 91,000分の1（0.0011%）      | 0                              | -3.61                            |
| JPL #68 2025年2月28日算出 | 65日（441回）                                    | 0.00183 au （約275,000 km）                        | ± 192,000 km                      | 130,000分の1（0.00076%）    | 0                              | -3.78                            |
| JPL #69 2025年3月1日算出 | 66日（442回）                                    | 0.00182 au （約273,000 km）                        | ± 191,000 km                      | 120,000分の1（0.00082%）    | 0                              | -3.75                            |
| JPL #70 2025年3月7日算出 | 71日（444回）                                    | 0.00180 au （約270,000 km）                        | ± 176,000 km                      | 500,000分の1（0.00020%）    | 0                              | -4.36                            |
| JPL #71 2025年3月8日算出 | 71日（452回）                                    | 0.00177 au （約264,000 km）                        | ± 167,000 km                      | 910,000分の1（0.00011%）    | 0                              | -4.61                            |
| JPL #72 2025年3月11日算出 | 71日（453回）                                    | 0.00174 au （約260,000 km）                        | ± 159,000 km                      | 1,800,000分の1（0.000055%） | 0                              | -4.93                            |
| JPL #74 2025年3月18日算出 | 71日（460回）                                    | 0.00175 au （約262,000 km）                        | ± 154,000 km                      | 5,300,000分の1（0.000019%） | 0                              | -5.38                            |
| 2025年4月2日 (UTC)、CNEOS はこの接近における 2024 YR4 の地球への衝突リスク評価を終了 |                                                  |                                                    |                                   |                             |                                |                                  |
| JPL #76 2025年4月2日算出 | 91日（473回）                                    | 0.00174 au （約260,000 km）                        | ± 82,600 km                       | 評価終了                    | 評価終了                       | 評価終了                         |
| JPL #78 2025年6月3日算出 | 137日（477回）                                   | 0.00178 au （約 267,000 km）                       | ± 69,100 km                       | 評価終了                    | 評価終了                       | 評価終了                         |

### 月への衝突の可能性

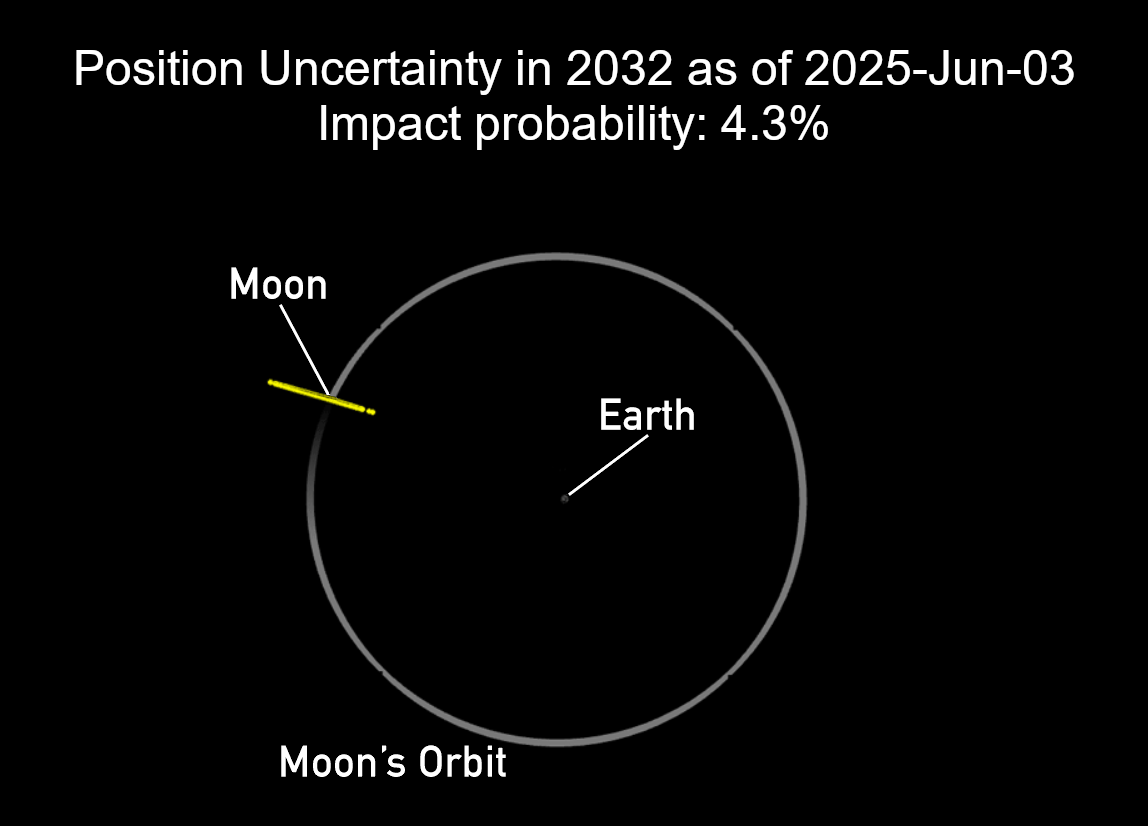
2025年6月3日時点の観測結果に基づく、2032年12月22日の接近時に がどの領域を通過するかの不確実性を示した図。この図から、 は地球よりも月にかなり接近する可能性が高いことが分かる。

カタリナ・スカイサーベイの運用エンジニアの一人である David Rankin は、2032年12月22日に 2024 YR4 が月に 0.3% の確率で衝突する可能性があると計算した。仮に 2024 YR4 が月に衝突した場合、直径 2 km 程度の衝突クレーターが形成され、その様子は地球上からでも観測できるとみられている。衝突の際に放出された破片などが地球へ飛来したとしても、地球の大気圏で消滅し、地球表面へ影響が生じることはない可能性が高い。2025年6月12日時点で、2024 YR4 は2032年12月22日15時10分頃 (UTC) に名目上の最接近距離で月の中心から約 10,680 km まで近づき、仮にこの接近で月へ衝突する場合、2024 YR4 は地球から観測できる月の表側の南半球へ衝突すると計算されている。
2025年2月20日に公開された軌道解では、地球への衝突リスクとしてのトリノスケールが「1」に引き下げられた一方で、月へ衝突する確率が 1% に上昇したと発表され、2月24日には 1.7%、4月2日には地球への衝突確率のピークを上回る 3.8% まで上昇したと発表されている。そして6月5日には、5月に行われたジェイムズ・ウェッブ宇宙望遠鏡による観測結果に基づいて月への衝突確率は 4.3% になったと発表された。
| \| 軌道解 \| 観測弧 （括弧内は軌道計算に用いられた観測回数） \| JPL Horizonsによる 名目上の最接近距離 （月心距離） \| 名目上の最接近距離の不確実性 (3σ) \| \| ------------------------- \| ----------------------------------------------- \| -------------------------------------------------- \| --------------------------------- \| \| JPL #30 2025年1月22日算出 \| 28日（213回） \| 0.00114 au （約 171,000 km） \| ± 3,300,000 km \| \| JPL #32 2025年1月23日算出 \| 29日（219回） \| 0.00000754 au （約 1,128 km）[注 8] \| ± 2,200,000 km \| \| JPL #63 2025年2月23日算出 \| 60日（418回） \| 0.0000786 au （約 11,760 km） \| ± 220,000 km \| \| JPL #64 2025年2月24日算出 \| 61日（424回） \| 0.000107 au （約 16,000 km） \| ± 212,000 km \| \| JPL #66 2025年2月26日算出 \| 63日（428回） \| 0.0000902 au （約 13,490 km） \| ± 205,000 km \| \| JPL #67 2025年2月27日算出 \| 63日（440回） \| 0.0000910 au （約 13,610 km） \| ± 205,000 km \| \| JPL #68 2025年2月28日算出 \| 65日（441回） \| 0.000126 au （約 18,900 km） \| ± 205,000 km \| \| JPL #69 2025年3月1日算出 \| 66日（442回） \| 0.000113 au （約 17,000 km） \| ± 204,000 km \| \| JPL #70 2025年3月7日算出 \| 71日（444回） \| 0.000091 au （約 13,600 km） \| ± 187,000 km \| \| JPL #71 2025年3月8日算出 \| 71日（452回） \| 0.000054 au （約 8,100 km） \| ± 178,000 km \| \| JPL #72 2025年3月11日算出 \| 71日（453回） \| 0.00002256 au （約 3,380 km） \| ± 162,000 km \| \| JPL #73 2025年3月13日算出 \| 71日（460回） \| 0.00003719 au （約 5,560 km） \| ± 162,000 km \| \| JPL #74 2025年3月18日算出 \| 71日（460回） \| 0.00003772 au （約 5,640 km） \| ± 162,000 km \| \| JPL #75 2025年4月1日算出 \| 88日（462回） \| 0.00000798 au （約 1,190 km）[注 8] \| ± 66,000 km \| \| JPL #76 2025年4月2日算出 \| 91日（473回） \| 0.00002044 au （約 3,060 km） \| ± 83,000 km \| \| JPL #77 2025年4月3日算出 \| 91日（476回） \| 0.00002067 au （約 3,090 km） \| ± 83,000 km \| \| JPL #78 2025年6月3日算出 \| 137日（477回） \| 0.00007140 au （約 10,680 km） \| ± 74,000 km \| |                                                 |                                                    |                                   |
| 軌道解 | 観測弧 （括弧内は軌道計算に用いられた観測回数） | JPL Horizonsによる 名目上の最接近距離 （月心距離） | 名目上の最接近距離の不確実性 (3σ) |
| JPL #30 2025年1月22日算出 | 28日（213回）                                   | 0.00114 au （約 171,000 km）                       | ± 3,300,000 km                    |
| JPL #32 2025年1月23日算出 | 29日（219回）                                   | 0.00000754 au （約 1,128 km）                      | ± 2,200,000 km                    |
| JPL #63 2025年2月23日算出 | 60日（418回）                                   | 0.0000786 au （約 11,760 km）                      | ± 220,000 km                      |
| JPL #64 2025年2月24日算出 | 61日（424回）                                   | 0.000107 au （約 16,000 km）                       | ± 212,000 km                      |
| JPL #66 2025年2月26日算出 | 63日（428回）                                   | 0.0000902 au （約 13,490 km）                      | ± 205,000 km                      |
| JPL #67 2025年2月27日算出 | 63日（440回）                                   | 0.0000910 au （約 13,610 km）                      | ± 205,000 km                      |
| JPL #68 2025年2月28日算出 | 65日（441回）                                   | 0.000126 au （約 18,900 km）                       | ± 205,000 km                      |
| JPL #69 2025年3月1日算出 | 66日（442回）                                   | 0.000113 au （約 17,000 km）                       | ± 204,000 km                      |
| JPL #70 2025年3月7日算出 | 71日（444回）                                   | 0.000091 au （約 13,600 km）                       | ± 187,000 km                      |
| JPL #71 2025年3月8日算出 | 71日（452回）                                   | 0.000054 au （約 8,100 km）                        | ± 178,000 km                      |
| JPL #72 2025年3月11日算出 | 71日（453回）                                   | 0.00002256 au （約 3,380 km）                      | ± 162,000 km                      |
| JPL #73 2025年3月13日算出 | 71日（460回）                                   | 0.00003719 au （約 5,560 km）                      | ± 162,000 km                      |
| JPL #74 2025年3月18日算出 | 71日（460回）                                   | 0.00003772 au （約 5,640 km）                      | ± 162,000 km                      |
| JPL #75 2025年4月1日算出 | 88日（462回）                                   | 0.00000798 au （約 1,190 km）                      | ± 66,000 km                       |
| JPL #76 2025年4月2日算出 | 91日（473回）                                   | 0.00002044 au （約 3,060 km）                      | ± 83,000 km                       |
| JPL #77 2025年4月3日算出 | 91日（476回）                                   | 0.00002067 au （約 3,090 km）                      | ± 83,000 km                       |
| JPL #78 2025年6月3日算出 | 137日（477回）                                  | 0.00007140 au （約 10,680 km）                     | ± 74,000 km                       |

## 観測

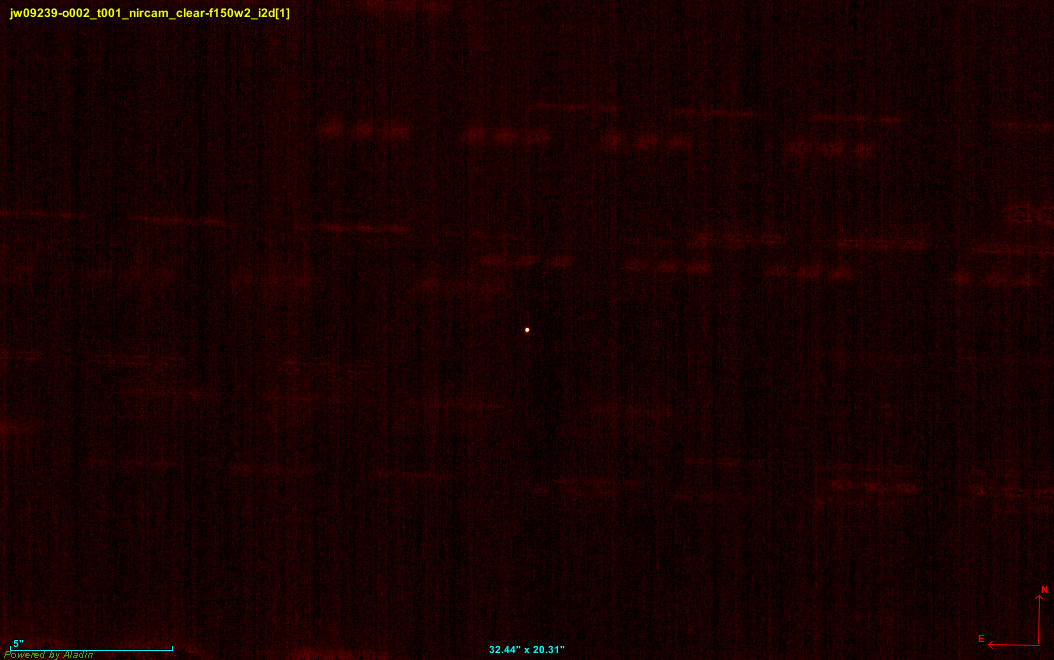
ジェイムズ・ウェッブ宇宙望遠鏡に搭載されている NIRCam が2025年3月8日に撮影した （中央の橙色の光点）の赤外線画像

正式な発見の2日前である2024年12月25日に地球から約 828,800 km（月までの距離の約2.156倍）の距離にまで接近しており、次に地球へ接近する2028年12月17日までは地球から遠ざかる位置関係にある。2025年4月までには 2024 YR4 は地球から遠ざかることで、最大規模の望遠鏡であっても観測できないほど見かけの明るさは暗くなっていくと予想された。一方で、ジェイムズ・ウェッブ宇宙望遠鏡のような赤外線観測が行える宇宙望遠鏡を用いれば、地球から遠く離れていても観測を行える可能性があり、これにより 2024 YR4 の位置、および大きさやアルベドの正確な推定に繋がる赤外線熱放射の測定を行えることが期待されている。実際に2025年3月8日から3月26日にかけての期間と4月20日から5月16日にかけての期間にジェイムズ・ウェッブ宇宙望遠鏡に搭載されている観測装置 NIRCam（近赤外線カメラ）と 中間赤外線観測装置 を用いた 2024 YR4 の観測を行う予定であり、3月の観測でこれらの観測装置による 2024 YR4 の詳細な位置、赤外線熱放射、および大きさの測定が実施されている。しかし、2024 YR4 の見かけの明るさの変化の推移に基づくと、ハッブル宇宙望遠鏡やジェイムズ・ウェッブ宇宙望遠鏡を用いても2025年に観測を行えるのは5月20日頃までと見込まれている。それ以降は宇宙望遠鏡を用いても観測が行えないほど見かけの明るさは暗くなるので、NASA は次に 2024 YR4 が地球へ接近する2028年に更なる観測を行う予定であるとしている。
2024 YR4 の正式な発見前における最も古い観測記録は2024年12月25日であったが、その観測では 2024 YR4 の位置は正確に求められなかった。2016年に撮影されたすばる望遠鏡のアーカイブ画像を検索しても 2024 YR4 は見つかっておらず、2032年の接近で 2024 YR4 が地球から遠く離れたところを通過する可能性は排除されている。アマチュア天文家の Sam Deen によるとこの正式発見前の否定的な観測結果を軌道計算に含める場合、観測弧から計算された地球に衝突しない軌道の 60 - 80％ が除外され、2024 YR4の衝突確率は 3％ に上昇すると推定される。さらに、2024年12月25日単一の精度が低い観測結果も含めると、衝突確率は 6％ にまで増加する可能性があると予測した。
恒星の手前を通過する掩蔽を観測することが出来れば、2024 YR4 の位置と軌道の精度を向上させることが出来る可能性があるが、2025年2月11日時点で 2024 YR4 による掩蔽が観測されたことはない。同年2月6日に見かけの明るさが11.1等級の恒星「UCAC4 514-045124」の手前を通過し、アメリカ東部のコネチカット州とロードアイランド州の境界付近やカナダ北東部、コロンビア、西インド諸島付近などで掩蔽が観測されると予測されたが、掩蔽の観測に成功したという報告はない。同年2月8日には10.5等級の恒星「TYC 0788-01093-1」の掩蔽がミャンマーや中国南部、台湾などで観測されると予測され、福建省・廈門市内で観測が行われたが、この観測でも掩蔽は報告されなかった。2024 YR4 の掩蔽が観測される範囲の不確実性は数 km 程度と掩蔽を観測できる領域の幅よりもかなり広く、また、掩蔽された恒星の光が小さな小惑星の周りでフレネル回折を起こすため、大幅に恒星を暗くすることはできない可能性も示唆されている。

## 惑星防衛における対応
2024 YR4 の発見は惑星防衛（プラネタリー・ディフェンス）における対応が行われるきっかけとなり、国際連合によって承認されている機関を通じて、地球への衝突可能性を見据えた国際的な連携強化が図られている。軌道を正確に求めるために、超大型望遠鏡VLTやアメリカ・ニューメキシコ州のマグダレナ・リッジ天文台、チリのラ・シヤ天文台にある口径 1.54 m のデンマーク望遠鏡などの世界中の利用可能な観測施設を用いた追跡観測が実施されている。
2024 YR4 の衝突可能性が比較的高いという結果を踏まえて、2025年1月29日には国連宇宙空間平和利用委員会 (COPUOS) によって小惑星に関する国際活動グループとして承認されている国際小惑星警報ネットワーク (IAWN) が 2024 YR4 の地球への接近に関する通知を発行している。国際小惑星警報ネットワークと同様に国連宇宙空間平和利用委員会によって承認されているもう一つの小惑星関連の活動グループである宇宙ミッション計画アドバイザリーグループ (SMPAG) も警戒を強めていると報道されている。欧州宇宙機関によると、オーストリアのウィーンで予定されていた会合において今後の対応を決定するとし、その時点で衝突確率が 1% を超える状態のままであれば SMPAG は国際連合に勧告を行い、様々な対応策の評価を開始する可能性があるとした。アメリカの科学雑誌であるサイエンティフィック・アメリカンは、地上の望遠鏡からの観測が困難となる2025年4月までに地球への衝突の可能性を完全に排除できない場合、DART計画のような小惑星の軌道を変化させる計画の見通しについて議論する可能性に言及している。そして同年2月5日に行われた SMPAG の第24回対面会議において、SMPAG は観測結果に基づく衝突確率の推移などを積極的に監視していく方針を表明したが、DART のような宇宙機を使った地球への衝突回避のためのミッションに関する具体的な推奨事項を作成するにはまだ時期尚早であるとし、地球上からの観測が出来なくなる2025年4月から5月頃までの状況に応じて今後の会議で再評価を行うと国際連合宇宙局 (UNOOSA) が発表した。